# Stephanie Bennett (diễn viên)
trên
Stephanie Bennett là một nữ diễn viên người Canada. Cô được biết từ vai diễn của mình trong Leprechaun: Origins và Shadowhunters.

## Tiểu sử
Bennett đã đóng vai Dee Taggart trong bộ phim truyền hình về điệp viên CBC năm 2015 The Romeo Section. Cô cũng xuất hiện trong bộ phim truyền hình Disney Channel 2015 Descendants trong vai Nàng Bạch Tuyết. Các khoản tín dụng diễn xuất khác của cô bao gồm các bộ phim Grave Encounters 2 và Leprechaun: Origins, và xuất hiện trên phim truyền hình Supernatural và iZombie. Cô xuất hiện với vai Lydia Branwell trong loạt phim truyền hình giả tưởng Freeform Shadowhunters từ 2016–2017.
Vào tháng 9 năm 2016, CBC thông báo họ đã thực hiện một bộ phim truyền hình dài một giờ kể về các cầu thủ ngôi sao của một học viện bóng đá dưới 21 tuổi ở Montreal, có tựa đề 21 Thunder, với Bennett đóng vai một trong ba nhân vật chính. Bộ truyện được công chiếu vào ngày 31 tháng 7 năm 2017 tại Canada với những đánh giá tích cực. Năm 2017, Bennett đóng vai Jenny trong Phần 2 của loạt phim khoa học viễn tưởng Travelers của Showcase/Netflix.

## Đóng phim
| Năm  | Tiêu đề             | Vai trò        | Ghi chú |
| ---- | ------------------- | -------------- | ------- |
| 2012 | Grave Encounters 2  | Tessa Hamill   |         |
| 2014 | Leprechaun: Origins | Sophie Roberts |         |
| 2014 | Big Eyes            | Coed #1        |         |
| 2018 | Scorched Earth      | Melena         |         |

| Năm       | Tiêu đề     | Vai trò         | Ghi chú |
| --------- | ----------- | --------------- | ------- |
| 2011      | Hiccups     |                 |         |
| 2013      |             |                 |         |
| 2013      |             |                 |         |
| 2014      |             |                 |         |
| 2014      |             |                 |         |
| 2015      |             |                 |         |
| 2015      |             |                 |         |
| 2015      |             |                 |         |
| 2015      | Descendants | Nàng Bạch Tuyết |         |
| 2015      |             |                 |         |
| 2015      |             |                 |         |
| 2015      |             |                 |         |
| 2016–2017 |             |                 |         |
| 2016      |             |                 |         |
| 2017      |             |                 |         |
| 2017      |             |                 |         |
| 2017      |             |                 |         |